# Лумис, Фрэнк
Фрэнк Лумис — американский легкоатлет. На олимпийских играх 1920 года выиграл золотую медаль на дистанции 400 метров с барьерами с мировым рекордом — 54,0. Чемпион США в беге на 200 метров с барьерами в 1917 и 1918 годах и чемпион США на дистанции 400 метров с барьерами в 1920 году.
Начал заниматься лёгкой атлетикой во время учёбы в школе Орегона, штат Иллинойс, где стал чемпионом США среди школьников в беге на 220 ярдов с барьерами. 